# Ashley Fletcher
Ashley Michael Fletcher (Keighley, 22 oktober 1995) is een Engels voetballer die bij voorkeur als aanvaller speelt. Hij tekende in juli 2021 een contract bij Watford, dat hem transfervrij overnam van Middlesbrough.

## Clubcarrière
Fletcher speelde in de jeugd bij Bolton Wanderers en Manchester United. Laatstgenoemde verhuurde hem in januari 2016 aan Barnsley. Daarvoor maakte hij zeven doelpunten in 24 competitieduels in de League One. Fletcher tekende in 2016 een vierjarige verbintenis bij West Ham United. Daarvoor debuteerde hij 4 augustus 2016, in de UEFA Europa League tegen NK Domžale. Fletcher viel in de extra tijd in voor Andy Carroll. Op 28 juli 2017 tekende hij bij Middlesbrough FC. In het eerste halfjaar speelde Fletcher weinig en in januari 2018 werd hij daarop verhuurd aan Sunderland AFC. Daar kwam hij in een half seizoen tot zestien optredens. Daarna veroverde Fletcher een basisplaats bij Middlesbrough. Na het aflopen van zijn contract in de zomer van 2021 tekende hij bij Watford FC.